# Gu Gyo-dong
Gu Gyo-dong (3 settembre 1972) è uno schermidore sudcoreano, specializzato nella spada. Ha vinto due medaglie di bronzo ai Campionati mondiali di scherma.